# Гербов, Тихон Васильевич
Тихон Васильевич Гербов (16 (28) февраля 1877, Орловская губерния — 30 августа 1981, Вэлли Коттедж, Нью-Йорк) — полковник Императорской армии, командир отряда А. И. Дутова после смерти атамана (Китай, 1921), кавалер пяти орденов.

## Биография
Тихон Гербов родился 16 (28) февраля 1877 года в Орловской губернии в семье потомственных дворян. Тихон окончил Ливенское реальное училище, после чего поступил на военную службу в Звенигородский 142-й пехотный полк рядовым. В 1897 году он получил чин младшего унтер-офицера, а по состоянию на январь 1910 года — числился штабс-капитаном. Затем стал капитаном. К 1917 (по некоторым сведениям — уже к 1912) году Гербов получил погоны подполковника и полковника. Во время Первой мировой войны, за воинские заслуги, он был награждён пятью орденами и несколькими медалями.
В январе 1910 года Тихон Васильевич проходил действительную службу в Восточно-Сибирском 26-м стрелковом полку, расквартированном в Иркутске. К январю 1917 года он оказался в штабе Иркутского военного округа, где исполнял дела дежурного генерала. Уже в период Гражданской войны, в середине сентября 1919 года, он являлся начальником Первого отделения инспекторского отдела управления дежурного генерала Ставки Верховного главнокомандующего.
В конце сентября 1919 года Тихон Гербов был командирован в распоряжение начальника штаба Оренбургской отдельной армии — получил знакомую должность дежурного генерала. В ноябре-декабре он стал участником Голодного похода. С 1920 года находился в эмиграции в Северо-Западном Китае в отряде атамана А. И. Дутова («в формированиях генерал-лейтенанта Дутова»). После ликвидации атамана сотрудниками советского ВЧК, Тихон Васильевич стал его первым преемником на посту командира отряда в Суйдине (более 3000 сабель): в приказе по отряду Дутова от 25 января (7 февраля) 1921 года сообщалось, что командование отрядом, принял на себя полковник Гербов; его начальником штаба стал подполковник П. П. Папенгут.
В начавшейся после смерти атамана Дутова борьбе за власть, Гербову противостоял отец Иона (Покровский) и подъесаул А. Я. Арапов. Тихон Васильевич был вынужден издать специальный приказ, в котором он отметил, что «вмешательство духовного отца, пользующегося религиозным чувством чинов отряда, в командование отрядом считаю преступным» — игумен также обвинялся в присвоении денег отряда. Уже в марте, не выдержав происходящего, Гербов «с грустью в сердце» отказался от командной должности: в апреле он покинул отряд, оставив своими формальными заместителями войсковых старшин А. З. Ткачёва и Н. Е. Завершинского. Позднее генерал-майор Н. С. Анисимов утвердил Ткачёва новым начальником дутовского отряда.
После окончания Гражданской войны Тихон Васильевич переехал в США: начал работать в штате Вашингтон и на аляскинских золотых приисках. Последние годы он проживал на Толстовской ферме (в доме для престарелых) в городе Вэлли Коттедж, около Нью-Йорка. Состоял членом нескольких воинских организаций. В этот период Гербов составил небольшой текст с воспоминаниями о своей борьбе с большевиками на Дальнем Востоке. В 1977 году, к своему столетию, он получил поздравление от президента США Джимми Картера. Тихон Васильевич Гербов являлся старейшим членом Конгресс Русских Американцев; он умер в 1981 году, в возрасте 104 лет, на Толстовской ферме.

## Награды
Во время Первой мировой войны за воинские заслуги Гербов был награждён пятью орденами и рядом медалей.

## Произведения
Краткие воспоминания Т. Гербова о борьбе с большевиками на Дальнем Востоке.